# Cuponation
O CupoNation é uma marca da Global Savings Group (GSG), empresa global alemã de tecnologia em marketing de afiliados e soluções para e-commerce. A companhia oferece uma plataforma digital de cupons de descontos com mais de 600 empresas parceiras, entre elas grandes varejistas, como Amazon, Americanas, Netshoes, Renner e a Via, dona das Casas Bahia e do Ponto. O objetivo da empresa é “resgatar o conceito de venda por voucher codes”, muito popular nos EUA e em diversos países da Europa.

## Chegada ao Brasil
Atuando em países como Alemanha, Índia e Itália, o portal CupoNation chegou ao Brasil em 2012, após investimento inicial de R$23 mi do fundo alemão Holtzbrick Venture. Também ganhou o aporte da Rocket Internet no mesmo período, abrindo caminho para a empresa começar sua expansão no comércio eletrônico, assim como outras startups como Dafiti, Easy Taxi, Tricae e Mobly. Entre as parcerias iniciais, destacam-se nomes como Netshoes, Kabum, MadeiraMadeira, Dell, FastShop, Samsung, Nike e Centauro.

## Funcionamento
Caracterizado pela sua intenção de ser um agregador de descontos, o portal CupoNation conta com anúncios de ofertas especiais e liquidação nos setores de eletrônicos, informática, eletrodomésticos, brinquedos, celulares, entre outros. 
Ao clicar em um dos vouchers promocionais presentes no site, o internauta receberá um código que poderá ser redirecionado para a página da loja que está ofertando o produto. O valor da compra será calculado novamente para que o desconto anunciado no cupom seja validado. 